# キサントトキソール
キサントトキソール(xanthotoxol)は、フラノクマリンである。ジャショウシの主要な生理活性物質の1つである。

## 代謝
キサントトキソール-O-メチルトランスフェラーゼは、S-アデノシルメチオニンとキサントトキソールを基質として、S-アデノシルホモシステインとメトキサレン(O-メチルキサントトキソール)を生成する。